# Vũ Bá Oai
Vũ Bá Oai (1903-2001) là một đại võ sư Việt Nam, chưởng môn nhân đời thứ hai của võ phái Thiếu Lâm Hàn Bái (còn gọi là Võ Lâm Hàn Bái), đã kế thừa và phát dương quang đại di sản của tổ sư Hàn Bái để lại thông qua việc thành lập "Hàn Bái Đường" tại Sài Gòn vào thập niên 1950.
Là người có công đưa Thiếu Lâm Hàn Bái đến với đông đảo những người yêu chuộng võ thuật, và cũng là một trong những người đầu tiên đặt nền móng cho Aikido Việt Nam, Vũ Bá Oai được giới võ lâm Sài Gòn ví với "tam nguyệt" (ba Mặt Trăng), bên cạnh đại sư Trương Thanh Đăng sáng tổ võ phái Bình Định Sa Long Cương, và Quách Văn Kế tổ sư của Lam Sơn Võ Đạo.

## Tiểu sử và sự nghiệp
Vũ Bá Oai sinh năm 1903 tại Vũ Gia Trang (giáo phận, nhà thờ Phùng Khoang), làng Phùng Khoang, huyện Từ Liêm, phủ Hoài Đức, tỉnh Hà Đông (cũ) (nay thuộc về quận Nam Từ Liêm, thành phố Hà Nội) (hiện nhà thờ tổ Họ Vũ Bá và con cháu vẫn đang sinh sống tại Vũ Gia Trang). Nhờ cơ duyên với Hàn Bái (tên thật là Lê Văn Bái), một đại cao thủ đã phối hợp được võ Thiếu Lâm của Trung Hoa với võ thuật Việt Nam để khai sinh môn Thiếu Lâm Hàn Bái, ông đã được theo học với Võ sư, và thừa hưởng chân truyền của Sư tổ.
Sau khi Tổ sư Hàn Bái qua đời ngày 6 tháng 3 năm 1928 âm lịch, hưởng thọ 39 tuổi, phụ trách võ đường Hàn Bái được giao cho đệ tử trưởng là Nguyễn Văn Đắc, người về sau được tôn vinh là "đệ nhất vô thượng võ sư". Khi Nguyễn Văn Đắc chuyển đi Lạng Sơn, trách nhiệm mở mang võ đường được giao lại cho Vũ Bá Oai, "đệ nhị vô thượng võ sư".
Vào cuối thập niên 1920, Vũ Bá Oai di cư vào Nam với lời hứa truyền bá môn võ Thiếu Lâm Hàn Bái trên miền đất này. Thời gian đầu ông chỉ truyền dạy cho một vài đệ tử tại nhà, đến khoảng những năm 1950 mới mở võ đường. Võ đường được đặt tại góc đường Hồng Thập Tự -Lê Văn Duyệt (cũ) ở miền Nam Việt Nam, mang tên "Hàn Bái Đường" (hay "Thiếu Lâm Hàn Bái Đường") với tôn chỉ là hoằng dương tinh thần thượng võ trong giới trẻ Việt Nam. Hàn Bái Đường cũng là địa chỉ quy tụ những thế hệ đầu tiên của Aikido Việt Nam từ những năm 1958, khi Võ sư Đặng Thông Trị trở về Việt Nam.
Trên đường giang hồ lưu lạc, đại sư Vũ Bá Oai đã gặp vô số cao nhân võ công thượng thừa, anh hùng hào kiệt cũng có, mà giang hồ hảo hán đại đạo cũng không ít. Với mỗi người, đại sư đều tỏ ra là một đại trượng phu "phú quý bất năng dâm, bần tiện bất năng di, uy vũ bất năng khuất", một đại hảo hán "trượng nghĩa khinh tài".
Danh trấn giang hồ một thời trong giới võ lâm miền Nam Việt Nam, Đại sư Vũ Bá Oai cùng với Trương Thanh Đăng và Quách Văn Kế được giới võ Sài Gòn gọi là "tam nguyệt" (ba Mặt Trăng). Công lao phát triển phong trào luyện võ thuật ở miền Nam Việt Nam của ông thể hiện qua những thế hệ học trò nổi tiếng về sau như Mai Văn Khuê, Bác sĩ Đỗ Dư Ánh, Huỳnh Văn Mỹ, Bác sĩ Nguyễn Anh Tài, Vương Quang Ba, và cả Giáo sư Đặng Thông Trị, người sau này sáng lập Aikido Việt Nam. Theo lời Võ sư Đặng Thông Phong em ruột Giáo sư Đặng Thông Trị, trong những tiền bối của Aikido Việt Nam, có thể kể đến công lao của Sư phụ Vũ Bá Oai, Bác sĩ Nguyễn Anh Tài, thầy Mutsumo Nakazono, v.v... Vũ Bá Oai đã làm nổi danh vị thầy của mình trong võ giới, góp phần công sức không nhỏ vào phong trào truyền bá võ thuật trên toàn bộ miền Nam Việt Nam.
Sự sụp đổ của miền Nam Việt Nam vào năm 1975 đă gây nên sự xáo trộn cho đời sống của nhiều môn đệ tại Hàn Bái Đường. Nhiều người trong số đó đã tị nạn sang Mỹ, trong đó có Vũ Bá Oai.
Vũ Bá Oai qua đời ngày 28 tháng 1 năm 2001 tại California, Hoa Kỳ, hưởng thọ 98 tuổi, sau khi ủy quyền cho Võ sư Đặng Thông Phong kế tục Chưởng môn Thiếu Lâm Hàn Bái Đường.

## Thông tin thêm
Võ sư Đặng Thông Phong, em ruột của Đặng Thông Trị, là người am hiểu nhiều võ phái đã đạt được trình độ Aikido huyền đai đệ lục đẳng, Judo huyền đai đệ ngũ đẳng, Taekwondo huyền đai đệ lục đẳng, và đặc biệt, đạt trình độ Thiếu Lâm Hàn Bái Đường đệ bát đẳng.
Vào ngày 20 tháng 8 năm 1996, Vũ Bá Oai đã ký một Ủy quyền thư cho Võ Sư Đặng Thông Phong trách nhiệm tái tổ chức Hàn Bái Đường tại hải ngoại. Võ sư Đặng Thông Phong trở thành chưởng môn nhân đời thứ ba của võ phái. Hiện Hàn Bái đường và các chi phái (Thiếu Lâm Hàn Bái, Võ Lâm Hàn Bái...) qui tụ hàng ngàn môn sinh tại Việt Nam và trên thế giới.